# 第24钢琴协奏曲 (莫扎特)
C小调第24號钢琴协奏曲，作品號K. 491。莫扎特1786年3月24日完成于维也纳。为该年四旬节演奏而作。于同年4月7日由作者主奏在维也纳布鲁克纳剧院首演。1800年由奥芬巴赫的安德烈出版社初版。作品就其丰富的戏剧性内容，深远的感情内涵，以及交响发展的深度都堪称十九世纪协奏曲的巅峰之作。

## 分析

### 結構
全曲三个乐章。
第一乐章
快板，c小调，
 拍子，协奏曲型奏鸣曲式，华彩段没有固定，要演奏家自编或采用别的作曲家创作作为连贯结尾。
第二乐章
小广板，降E大调，
 拍子，回旋曲式
第三乐章
小快板，c小调，
 拍子，变奏曲式，共有八次变奏，是一首英勇刚毅的进行曲。

## 外部連結
- 《第24钢琴协奏曲 (莫扎特)》：谱子和报道（德语），《莫扎特全集》
- 第24钢琴协奏曲 (莫扎特)：国际乐谱典藏计划上的乐谱